# Patrouille de la Légion étrangère
Ne doit pas être confondu avec Service d'ordre légionnaire.
La patrouille de la Légion étrangère (PLE), créée par une instruction du 29 juin 2011 de l'état-major de l'armée de terre, est une force de police militaire de la Légion étrangère qui a pour missions, aux termes de cette instruction :
- « d'assister et de protéger les militaires servant à titre étranger lors de leurs déplacements à l'intérieur de la garnison »
- « de faire observer les règles de la discipline générale dans les armées par les légionnaires portant l'uniforme et circulant isolément dans la garnison à l'extérieur des enceintes militaires »
- de « participer à des missions de protection et de surveillance des installations militaires ».

La PLE ne dispose pas de pouvoirs de police judiciaire. En cas d'infraction, elle doit dénoncer les faits à un officier de police judiciaire de la Gendarmerie nationale, seule police militaire judiciaire des armées françaises. 